# Boarmia retractaria
Boarmia retractaria är en fjärilsart som beskrevs av Walker 1860. Boarmia retractaria ingår i släktet Boarmia och familjen mätare. Inga underarter finns listade i Catalogue of Life.